# Rafael Garza Gutiérrez
Rafael Garza Gutiérrez, (Ciudad de México, 13 de diciembre de 1902 - ibídem, 3 de febrero de 1974), apodado Récord, fue un futbolista mexicano que se desempeñó como defensa. Célebre entre otras cosas por ser fundador del Club América, técnico en distintas etapas con el club en poco más de 300 encuentros, integrante de la primera selección nacional y primer capitán del representativo mexicano.

## Biografía
A los 13 años fundó el Club América junto a Germán Núñez Cortina el 12 de octubre de 1916.[cita requerida] En 1923 llevó a este club a su primer encuentro internacional en Guatemala. Jugó como defensor en la Copa Mundial de Fútbol de 1930. Dirigió a la selección de fútbol de México tres veces (1934-1935, 1937 y 1949), en la última ocasión consiguió la eliminatoria mundialista de 1950 pero fue sustituido antes de llegar al mundial.

### Participaciones en Copas del Mundo
| Mundial                        | Sede    | Resultado    |
| ------------------------------ | ------- | ------------ |
| Copa Mundial de Fútbol de 1930 | Uruguay | Primera Fase |

## Palmarés

### Como jugador
| Título                     | Club         | País   | Año     |
| -------------------------- | ------------ | ------ | ------- |
| Primera División de México | Club América | México | 1924-25 |
| Primera División de México | Club América | México | 1925-26 |
| Primera División de México | Club América | México | 1926-27 |
| Primera División de México | Club América | México | 1927-28 |

*: Los dos primeros títulos los consiguió como Jugador/Entrenador

### Como entrenador
| Título                                                       | Equipo       | País   | Año     |
| ------------------------------------------------------------ | ------------ | ------ | ------- |
| Primera División de México                                   | Club América | México | 1924-25 |
| Primera División de México                                   | Club América | México | 1925-26 |
| Copa México                                                  | Club América | México | 1937-38 |
| Torneo de Fútbol de los Juegos Centroamericanos y del Caribe | México       | Panamá | 1938    |
| Copa NAFC                                                    | México       | México | 1949    |